# Chris Lieto
Chris Lieto (7 de febrero de 1972) es un deportista estadounidense que compitió en triatlón. Ganó una medalla de plata en el Campeonato Mundial de Ironman de 2009, y una medalla de plata en el Campeonato Mundial de Ironman 70.3 de 2011.

## Palmarés internacional
| Campeonato Mundial | Campeonato Mundial     | Campeonato Mundial | Campeonato Mundial |
| Año                | Lugar                  | Medalla            | Prueba             |
| ------------------ | ---------------------- | ------------------ | ------------------ |
| 2009               | Hawái (Estados Unidos) | Medalla de plata   | Individual         |

| Campeonato Mundial | Campeonato Mundial         | Campeonato Mundial | Campeonato Mundial |
| Año                | Lugar                      | Medalla            | Prueba             |
| ------------------ | -------------------------- | ------------------ | ------------------ |
| 2011               | Henderson (Estados Unidos) | Medalla de plata   | Individual         |